# Gliniak
Gliniak – wieś sołecka w Polsce położona w województwie mazowieckim, w powiecie mińskim, w gminie Mińsk Mazowiecki. Leży w południowym wcięciu Mińska Mazowieckiego.

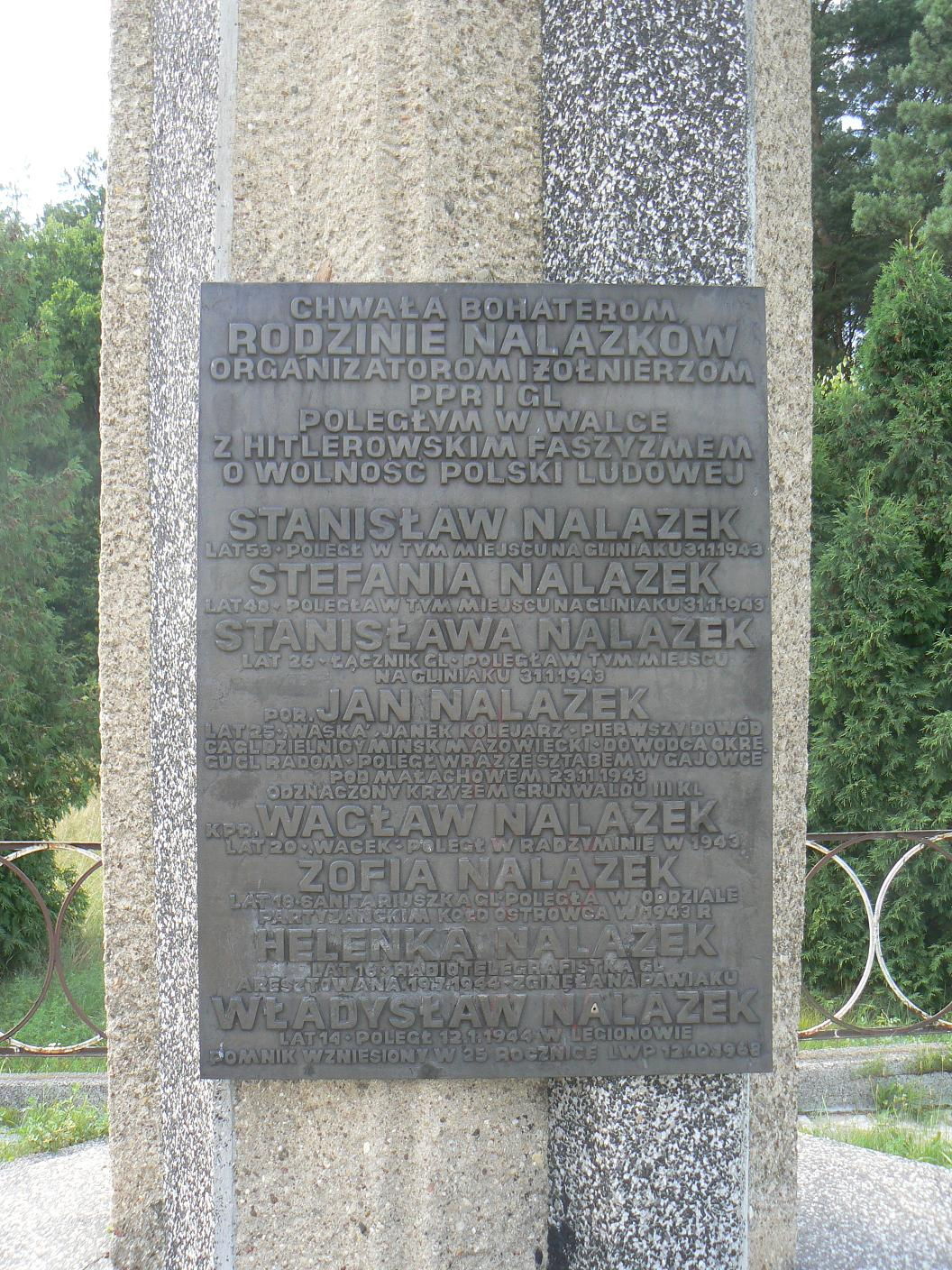
Tablica na pomniku rodziny Nalazków

Duża wieś na południe od Mińska. Posiada dwie drogi dojazdowe do różnych części miasta, oddzielona od niego kompleksem leśnym. Na terenie Leśnictwa Stankowizna znajduje się pomnik przyrody sosna Wszebora.
Na terenie wsi znajduje się pomnik Rodziny Nalazków.
W miejscowości znajdują się dwa ujęcia wody należące do Przedsiębiorstwa Wodociągów i Kanalizacji Sp. z o.o. w Mińsku Mazowieckim:
- studnia nr 1 o wydajności 100 m³/h
- studnia nr 2 o wydajności 40 m³/h[9]

Z dniem 1 stycznia 1996 miejscowość została pomniejszona o 650 m² na korzyść miasta Mińsk Mazowiecki.
W latach 1975–1998 miejscowość administracyjnie należała do województwa siedleckiego.
Wierni Kościoła rzymskokatolickiego należą do parafii Matki Boskiej Nieustającej Pomocy w Hucie Mińskiej.